# Baba Vanga
Vangelija Pandeva Goesjtsjerova (Bulgaars: Вангелия Пандева Гущерова; Strumica, 3 oktober 1911 – Petritsj, 11 augustus 1996), beter bekend als Baba Vanga (Bulgaars: Баба Ванга, grootmoeder Vanga), was een blinde mysticus, helderziende en kruidgeneeskundige van Bulgaarse komaf.
Vanga is door haar voorspellingen een 'icoon' geworden in de landen van het voormalige Oostblok (in tegenstelling tot West-Europa). Zo zou zij de verkiezing van een Afro-Amerikaanse president in de nabije toekomst hebben voorspeld. Ze 'voorspelde' ook de datum van de dood van Stalin en Gandhi, alsmede de kernramp van Tsjernobyl, het uiteenvallen van de Sovjet-Unie, de aanslagen op 11 september 2001, de opkomst van ISIS en de brexit. Volgens The National voorspelde Vanga dat de Derde Wereldoorlog in november 2010 zou beginnen en tot oktober 2014 zou duren. In Rusland bestaat een online project genaamd 'The Great Encyclopedia of Vanga' ter ere van Baba Vanga.

## Levensloop

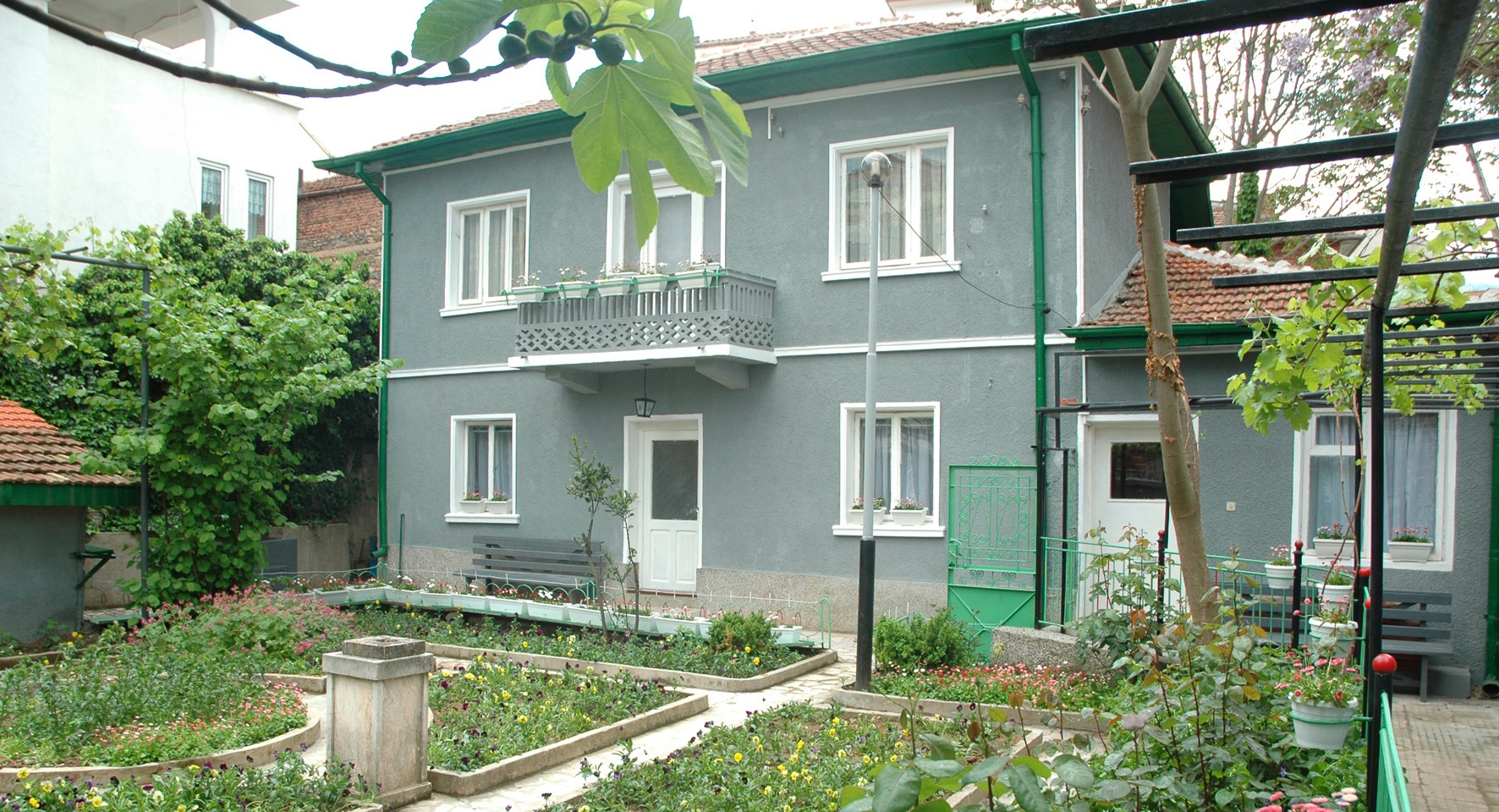
Het huis van Vanga in Petritsj

Vanga werd in 1911 in Strumica (toen het Ottomaanse Rijk, thans Noord-Macedonië) geboren. Ze werd te vroeg geboren en leed aan gezondheidscomplicaties. Haar oorspronkelijke voornaam was Vangelia (verkleinwoord: "Vanga"), afgeleid van het Griekse woord Ευάγγελος, dat "evangelie" betekent en zich vertaalt als "drager van het goede nieuws". Haar vader Pando Soertsjev was een activist van de Binnenlandse Macedonische Revolutionaire Organisatie en werd na de Eerste Wereldoorlog opgepakt door de Servische autoriteiten. Kort daarvoor was haar moeder Paraskeva Soertsjeva overleden, waardoor Vanga werd grootgebracht door haar naaste familie en buren.
Vanga werd op twaalfjarige leeftijd blind nadat een storm op haar afkwam en haar ogen volledig met zand en stof bedekte. Ze was dagenlang niet in staat haar ogen te openen als gevolg van de pijn die ze leed. Haar familie had geen geld voor een volledige operatie om de verwondingen die ze had opgelopen te genezen. Dit resulteerde op den duur in een geleidelijk verlies van het gezichtsvermogen.
In 1939 kreeg Vanga pleuritis en bleef daardoor enkele jaren immobiel. De arts was van mening dat zij op korte termijn zou overlijden, maar wonderbaarlijk herstelde Vanga. Na haar herstel kreeg Vanga steeds meer bekendheid door haar vermeende paranormale begaafdheid.
Op 10 mei 1942 trouwde zij met Dimitar Goesjtsjerov, een Bulgaarse soldaat uit het dorp Krandzjilitsa. Kort daarna vestigden Dimitar en Vanga zich in Petritsj, waar Vanga al snel bekend werd. Dimitar stierf op 1 april 1962 en Vanga bleef als weduwe alleen achter.

## Latere leven

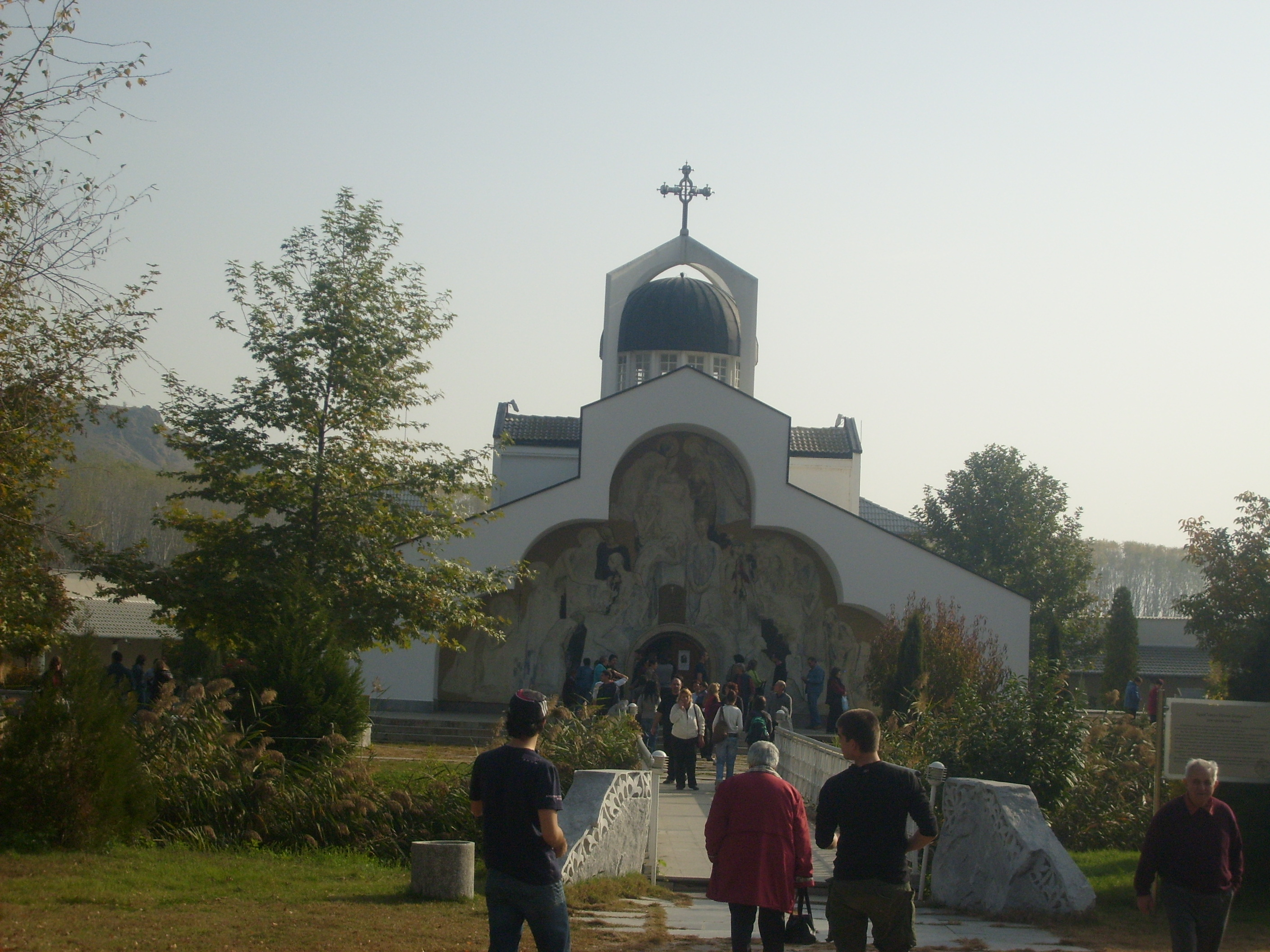
St. Petka van Bulgarije te Roepite; de kerk en het graf van Baba Vanga.

In de laatste jaren van haar leven financierde Vanga de bouw van de kapel "St. Petka van Bulgarije” in het dorp Roepite. De kapel werd vanwege het niet-canonieke karakter niet aanvaard door de Bulgaars-Orthodoxe Kerk en wordt simpelweg een "tempel" genoemd, zonder te specificeren tot welke religie hij behoort.

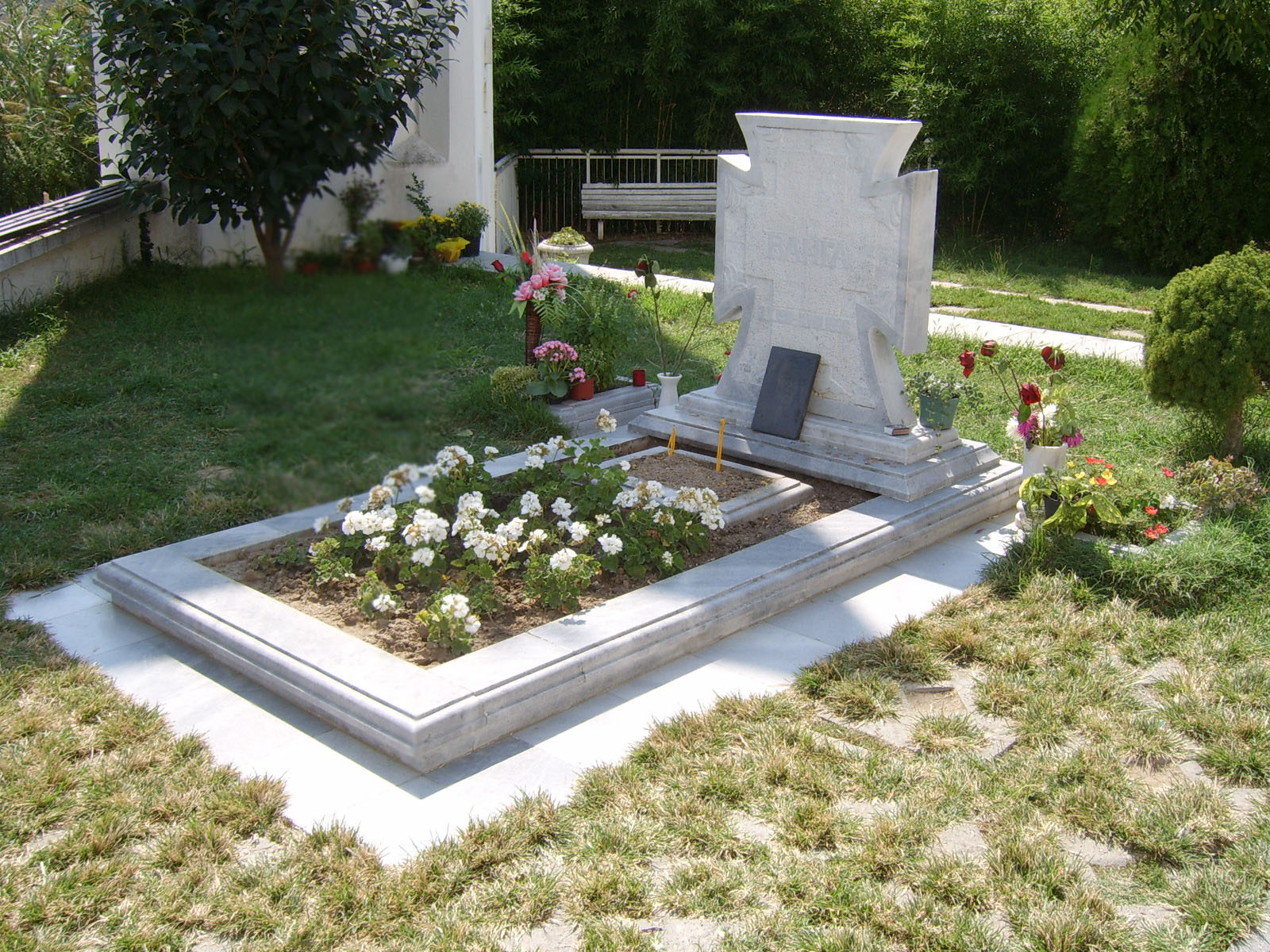
Het graf van Baba Vanga te Roepite

Op 11 augustus 1996 overleed Baba Vanga op 84-jarige leeftijd aan de gevolgen van borstkanker. Haar begrafenis trok grote menigten, waaronder veel bekenden. Krachtens haar testament veranderde haar huis in Petritsj in een museum, dat op 5 mei 2008 voor bezoekers werd geopend.